# فرد سومرز (سياسي)
فرد سومرز هو تاجر وحطاب وسياسي كندي، ولد في 5 يناير 1912 في دروموند في كندا، وتوفي في 17 نوفمبر 1981. نشط حزبياً في الحزب التقدمي المحافظ في نيو برونزويك ‏. وقد انتخب عضو الجمعية التشريعية لنيو برونزويك ‏.